# Musée Picasso (Antibes)

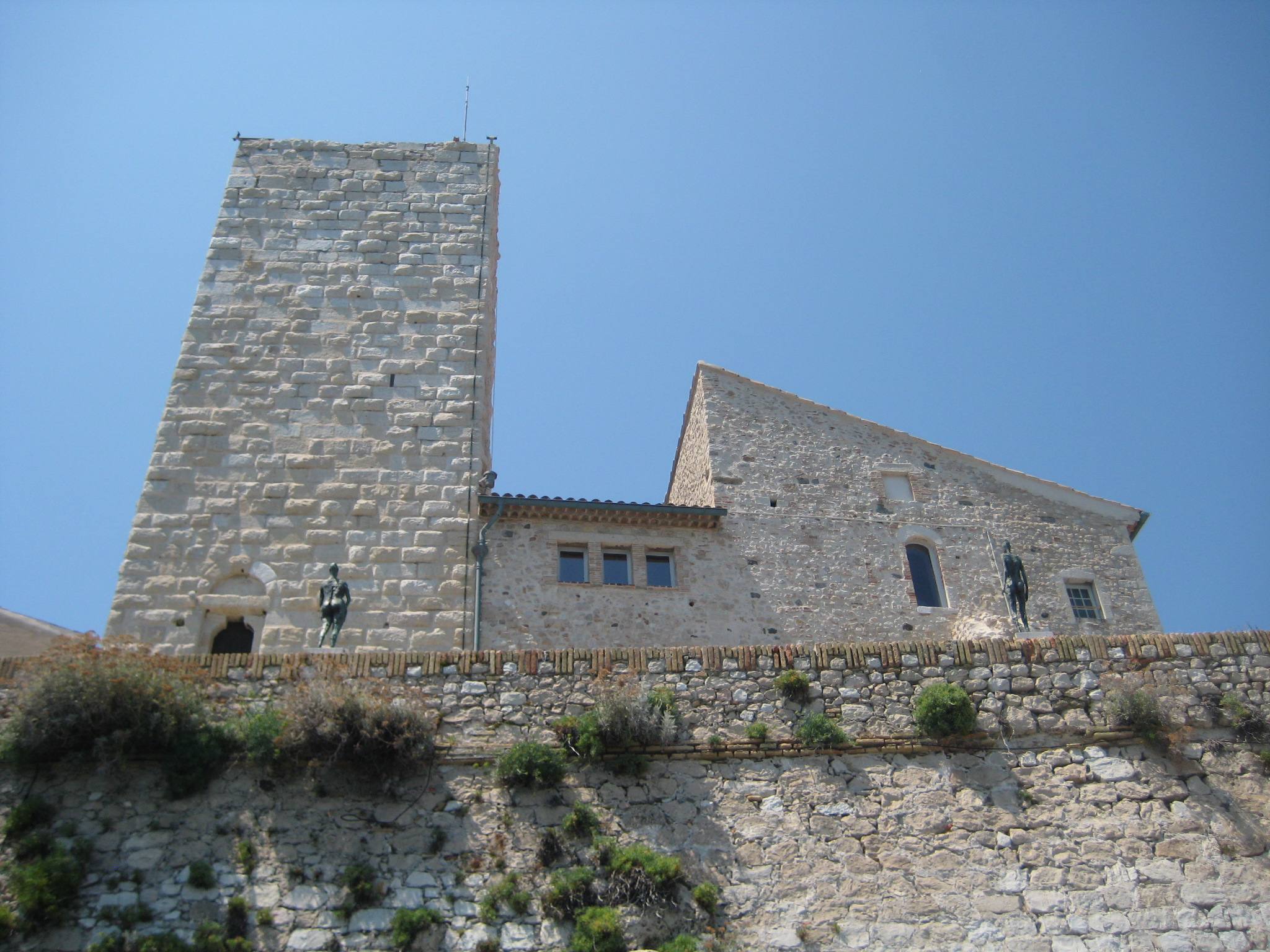
Musée Picasso sett från bålverket.

Musée Picasso är ett kommunalt konstmuseum i Antibes i Frankrike, som har en permanent samling verk av Picasso, främst från målningar och skisser från 1946–1947 och målad keramik från Vallauris från senare under 1940-talet.
Musée Picasso invigdes 1966 i lokaler i Château Grimaldi, vilka närmast använts för stadens historiska och arkeologiska museum, Musée Grimaldi. Det museets samlingar flyttades till Musée d'archeologie i Bastion Saint-André i Antibes.
År 1946 erbjöds Pablo Picasso av Musée Grimaldis föreståndare Romuald Dor de la Souchère, efter ett initiativ av konstnären Michel Sima, att ha en rymlig ateljé i byggnaden, i stora salen på andra våningen. Han hade en mycket produktiv period under sex månader där, innan han 1947 flyttade till Vallauris.
Picasso donerade själv 23 målningar och 44 teckningar till staden Antibes, bland annat målningarna La Chèvre, La Joie de vivre, Satyre, Faune et centaure au trident och Le Gobeur d'oursins. År 1990 donerade Jacqueline Picasso verk av Pablo Picasso till museet, bland andra fyra målningar, tio teckningar, två keramiska konstverk och sex etsningar. Museet har, tillsammans med egna inköp, ungefär 225 verk av Picasso.   
I museet finns också målningar av Nicolas de Staël, Fernand Léger och Hans Hartung samt litografier av Paul Leuquet. På terrassen mot havet, utanför museet finns en liten skulpturpark med skulpturer av bland andra Germaine Richier och Joan Miró.
Mellan åren 2006 och 2008 var museet stängt för omfattande restaurationsarbeten. Det återöppnades i juli 2008.